# Chill guy
"Chill guy", também conhecido como "My new character", "Meu novo personagem" ou "Cara Tranquilo" em português, é uma obra de arte digital e um meme da internet criado por Phillip Banks no X (antigo Twitter) que se popularizou na internet em redes sociais como TikTok.

## Origem
Conhecido como Chill guy, a obra de arte surgiu em 4 de outubro de 2023 no X (antigo Twitter), com a descrição na postagem "my new character. his whole deal is he's a chill guy that lowkey doesn't give a fuck (A minha nova personagem. O seu objetivo é ser um tipo calmo que não quer saber de nada)".
Mais tarde, ele postou a mesma arte no Instagram Reels. A arte foi usada em vários memes após sua publicação, inspirando Banks a criar uma peça adicional que ele chamou de "Unchill gal" ou "My old character" baseada no Chill guy, que ele desenhou com uma paleta de cores oposta, bem como expressões mais sérias e menos despreocupadas. A arte só se tornou viral mais tarde, em 30 de agosto de 2024, no entanto, quando um usuário do TikTok com o nome de usuário "blitzerzz" criou uma edição com a arte, utilizando outros memes da época, incluindo a música de Roddy Ricch "Ricch Forever" e o seriado de animação adulto americano Family Guy. Outra edição feita no TikTok em 4 de setembro de 2024, usando uma citação da série de televisão americana Dexter, obteve mais de 4,5 milhões de visualizações, e uma republicação no dia seguinte obteve mais de 13,8 milhões de visualizações. Edições semelhantes nos dias seguintes, usando "citações descontraídas" de outras televisões tradicionais, obtiveram sucesso semelhante, especialmente no TikTok e no Twitter. Entre as duas plataformas de mídia social, as postagens originais de Banks receberam mais de 100 mil curtidas e mais de dez mil republicações. Cosplay e fanart do personagem também apareceram online, inspirando algumas fantasias de Halloween no ano.